# Honorius I van Monaco
Honorius I Grimaldi (1522 – 7 oktober 1581) was heer van Monaco van 1523 tot 1581. Hij was een zoon van Lucianus van Monaco en Jeanne de Pontèves.
In 1523 volgt hij zijn vader als 9 maanden oude baby op onder regentschap van zijn oom Augustinus. Na de dood van Augustinus wordt de Genuese edelman Stefano Grimaldi regent. Deze trekt steeds meer macht naar zich toe en na verloop van tijd moet Honorius hem erkennen als mede-heerser voor het leven. Honorius en Stefano steken zich diep in de schulden door uitgaven aan de vloot en hun kastelen.
Op 8 juni 1545 huwt Honorius in Genua met een nicht van Stefano, Isabella Grimaldi († 27 februari 1583). Het paar krijgt veertien kinderen:
- Genevra (24 oktober 1548 – na 1594); ∞ Stefano Grillo
- Benedicta (3 mei 1550, jong overleden)
- Claudia (8 oktober 1552 – 20 november 1598)
- Karel (1555 – 1589), heer van Monaco 1581-1589
- Eleonora (10 december 1556 – ?); ∞ Niccolò Interiano
- Frans (13 november 1557 – 4 oktober 1586)
- Horatius (5 november 1558 – 16 juli 1559)
- Hippolytus (29 november 1559 – 24 september 1562)
- Fabricius (1 december 1560 – 20 april 1569)
- Hercules (1562 – 1604), heer van Monaco 1589-1604
- Virginia (12 juli 1564 – ?)
- Aurelia (13 november 1565 – ?); ∞ Agostino de Franchi († na 1583)
- Horatius (5 september 1567 – Napels 1620)
- Jan Baptist (24 maart 1571 – 18 maart 1572)

Reinier I · Karel I, Anton, Reinier II en Gabriël · Lodewijk en Jan I · Lodewijk · Ambrosius en Jan I · Jan I · Catalanus · Claudine · Lambert · Jan II · Lucianus · Augustinus · Honorius I · Karel II · Hercules · Honorius II · Lodewijk I · Anton I · Louise Hippolyte · Jacobus I · Honorius III · Honorius IV · Honorius V · Florestan I · Karel III · Albert I · Lodewijk II · Reinier III · Albert II